# Golfo dell'Olenëk
Il golfo dell'Olenëk (in russo Оленёкский залив?) è un golfo sito nel mare di Laptev, lungo la costa artica siberiana, a est della penisola del Tajmyr, in Russia. Si trova nella Sacha-Jacuzia, quasi interamente nel Bulunskij ulus, una piccola parte occidentale è nell'Anabarskij ulus.

## Geografia
Il golfo dell'Olenëk è profondo 65 km con una larghezza di 130 km; la profondità delle acque raggiunge i 15 m. Il golfo è delimitato ad est dal delta della Lena.
Nel golfo, che resta ghiacciato per la maggior parte dell'anno, sfocia il fiume Olenëk (che dà il nome al golfo), con il suo grande delta di oltre 470 km² e uno dei tre grandi rami deltizii della Lena, quello occidentale, l'Olenëkskaja (протоки Оленёкская). Vi sono moltissime isole, la maggiore delle quali è Džangylach (Джангылах), che fa parte delle isole Ogonnër-Bel'këjdere, nel delta dell'Olenëk; molte altre appartengono al delta della Lena e un gruppo di tre isole si trova nella parte occidentale: Salchaj, Orto-Ary e Dagdalach

## Storia
Scoperto nel 1633-1634 anni da un gruppo di cosacchi ienisseiani guidati da Ivan Rebrov. Descritto e mappato poi per la prima volta nel 1735-1736 dalla spedizione di Vasilij Vasil'evič Prončiščev la cui spedizione trascorse l'inverno sulle rive del golfo. Sulla via del ritorno nel settembre del 1736, Prončiščev e sua moglie morirono e furono sepolti alla foce del fiume Olenëk.

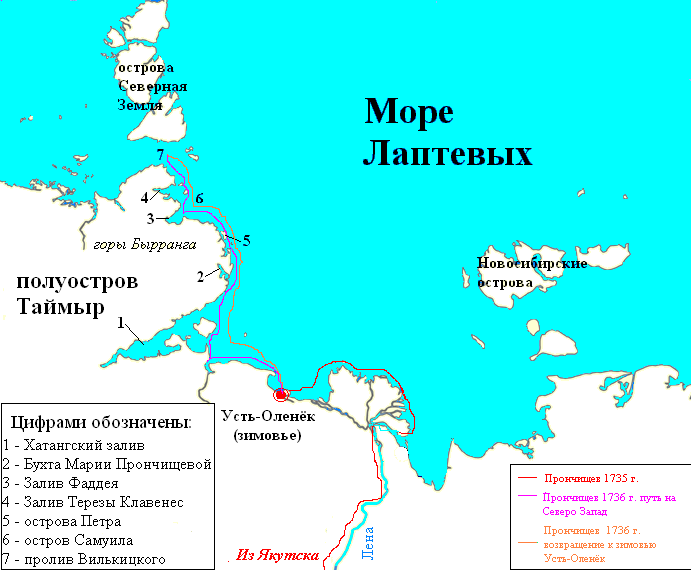
Il percorso della spedizione di Prončiščev (1735-36)